# Azanus isarchus
Azanus isarchus är en fjärilsart som beskrevs av Fabricius 1793. Azanus isarchus ingår i släktet Azanus och familjen juvelvingar. Inga underarter finns listade i Catalogue of Life.